# Yaquis de Ciudad Obregón
Los Yaquis de Ciudad Obregón son un equipo de béisbol profesional de la Liga Mexicana del Pacífico(LMP) con sede en Ciudad Obregón, Sonora, México. Cuenta con 7 campeonatos en su historia  y 2 campeonatos en Serie del Caribe. De este total de 9 campeonatos, 5 han sido de la mano del mánager Eddie Díaz.
Los Yaquis tienen su antecedente en los "Trigueros de Ciudad Obregón" de la vieja Liga de la Costa del Pacífico.

## Historia

### Liga de la Costa del Pacífico
La historia del béisbol en Obregón data desde 1947, año en que participaron por primera ocasión en lo que era la Liga de La Costa del Pacífico, misma que perduró hasta 1958.
De 1947 a 1971 se jugó pelota en el Estadio Álvaro Obregón; este majestuoso inmueble vio a lo más granado de nuestra pelota caliente participar en el deporte rey, aquí pisaron el terreno Memo Luna, Daniel Ríos, “La Tuza” Ramírez, Felipe Montemayor, Orestes Miñoso, Ángel Castro, Héctor Espino, Leo Rodríguez, Joe Brovia, Gilberto 'Gilillo' Villarreal, Jorge Rubio, “Grillo” Serrell entre muchos otros que como oposición sentían la pasión del aficionado cuando estos visitaban la casa de los obregonenses.
La temporada 1947-48 de la Liga de la Costa, fue la primera temporada que jugaron bajo el nombre de "Arroceros de Ciudad Obregón", terminando en último lugar con 22 victoria y 38 derrotas.
Para la siguiente campaña 1948-49 el equipo cambio de nombra a "Trigueros de Ciudad Obregón", en la cual termina en 2° lugar con 38 victorias y 22 derrotas, el club se mantuvo con ese nombre hasta la temporada 1952-53 en la cual cambia de nombre a "Yaquis de Ciudad Obregón".

### Liga Mexicana del Pacífico
En 1958 dio fin la Liga de la Costa del Pacífico, en ese mismo año nació la Liga Invernal de Sonora y los equipos serían solo 4 de esta entidad, Naranjeros de Hermosillo, Ostioneros de Guaymas, Rojos de Ciudad Obregón y Rieleros de Empalme. 
En 1965 toma el nombre de Liga Invernal Sonora-Sinaloa (o solo Sonora-Sinaloa) al incorporar a Tomateros de Culiacán y Venados de Mazatlán, llegando también el primer campeonato para el club Yaquis de Ciudad Obregón.
Los 60´s solamente tuvieron una temporada memorable para los del Valle del Yaqui y esa fue la temporada de 1965, año en que todo se conjuntó, con el excelente manejo de Manuel Magallón, las victorias de Jesús Robles, la velocidad de Francisco García, las extraordinarias aportaciones del JMV Jorge Fitch y el inmortal nacional Alfredo Ríos le dieron a Obregón por primera ocasión la oportunidad de levantar el trofeo de campeones.
A lo largo de la historia los Yaquis han conseguido 7 campeonatos de LMP, 2 campeonatos de Serie del Caribe y recientemente hicieron historia logrando un Tricampeonato de Liga, siendo el primer y único equipo en lograrlo hasta ahora. El primer campeonato fue gracias al magistral pitcheo del zurdo Jesús Robles quien lanzó catorce entradas sin permitir carrera.

## Títulos

### Título de Liga Norte de Sonora
Los "Trigueros" debutaron en la vieja "Liga de Sonora" (posteriormente llamada Liga Norte de Sonora) en el año de 1947. La escuadra participó en este circuito desde 1947 hasta 1949, al mismo tiempo en el que ya participaba también en la Liga de la Costa del Pacífico. 
Para 1948 logran el primer subcampeonato.

### Títulos de Liga de la Costa del Pacífico
El equipo de Obregón ingreso a la vieja Liga de la Costa en 1947, participó en 11 temporadas de las cuales solo obtuvo 1 subcampeonato. Durante esas temporadas participó con los nombres de "Arroceros", "Trigueros" y "Yaquis".

#### Subcampeonato
| Temporada | Equipo Campeón           | Serie | Equipo Subcampeón           | Mánager Campeón |
| 1948-49   | Tacuarineros de Culiacán | *     | Trigueros de Ciudad Obregón | Manuel Arroyo   |

Nota: El (*) significa que el Campeón se definió por la primera posición al final de temporada.

### Títulos de Liga Mexicana del Pacífico
Desde 1958 los Yaquis de Ciudad Obregón compiten en la Liga Mexicana del Pacífico, siendo uno de los 4 equipos fundadores, a lo largo de la historia han obtenido 7 campeonatos y 5 subcampeonatos.

#### Campeonatos
| Temporada | Equipo Campeón           | Serie | Equipo Subcampeón        | Mánager Campeón |
| 1965-66   | Yaquis de Ciudad Obregón | *     | Rieleros de Empalme      | Manuel Magallón |
| 1972-73   | Yaquis de Ciudad Obregón | 4-1   | Mayos de Navojoa         | Dave García     |
| 1980-81   | Yaquis de Ciudad Obregón | 4-3   | Naranjeros de Hermosillo | Lee Sigman      |
| 2007-08   | Yaquis de Ciudad Obregón | 4-1   | Venados de Mazatlán      | Homar Rojas     |
| 2010-11   | Yaquis de Ciudad Obregón | 4-3   | Algodoneros de Guasave   | Eddie Díaz      |
| 2011-12   | Yaquis de Ciudad Obregón | 4-0   | Algodoneros de Guasave   | Eddie Díaz      |
| 2012-13   | Yaquis de Ciudad Obregón | 4-0   | Águilas de Mexicali      | Eddie Díaz      |

Nota: El (*) significa que el campeón se definió por la primera posición al final de temporada.

#### Subcampeonatos
| Temporada | Equipo Campeón           | Serie | Equipo Subcampeón        | Mánager Campeón          |
| 1968-69   | Cañeros de Los Mochis    | *     | Yaquis de Ciudad Obregón | Benjamín Valenzuela      |
| 1973-74   | Venados de Mazatlán      | 4-0   | Yaquis de Ciudad Obregón | Ronaldo Camacho          |
| 1975-76   | Naranjeros de Hermosillo | 4-3   | Yaquis de Ciudad Obregón | Benjamín Reyes           |
| 2002-03   | Cañeros de Los Mochis    | 4-1   | Yaquis de Ciudad Obregón | Juan Francisco Rodríguez |
| 2003-04   | Tomateros de Culiacán    | 4-1   | Yaquis de Ciudad Obregón | Francisco Estrada        |
| 2018-19   | Charros de Jalisco       | 4-1   | Yaquis de Ciudad Obregón | Roberto Vizcarra         |

Nota: El (*) significa que el campeón se definió por la primera posición al final de temporada.

### Títulos en Serie del Caribe
Los Yaquis de Ciudad Obregón han participado en 6 ediciones de la Serie del Caribe, logrando obtener 2 campeonatos y 1 subcampeonatos a lo largo de su historia.

#### Campeonatos

##### Serie del Caribe 2011
Los Yaquis derrotan a los Caribes de Anzoátegui de Venezuela y, con el triunfo de Dominicana, obtienen el sexto título para México en la Serie del Caribe 2011.
La Tribu ganó su último partido pero tuvieron que esperar cerca de cuatro angustiosas horas para, con el triunfo de los Toros del Este de República Dominicana sobre los Criollos de Caguas Puerto Rico, proclamarse campeones de la 53a., edición de la Serie del Caribe.
El mánager de los Yaquis, el dominicano Eddie Díaz, se convirtió en el primer mánager foráneo que corona a una novena mexicana en la Serie del Caribe.
El Jugador Más Valioso de la Serie fue el 1B Jorge Vázquez que bateó para promedio de.310, con dos cuadrangulares y seis remolcadas.
Los Yaquis encabezaron la justa caribeña con un.266 de promedio de bateo. La ofensiva sonorense funcionó a las mil maravillas. Las carreras producidas fueron obra de Jorge Vázquez quien empujó 4, de los jonrones se encargaron Karim García y el propio Chato Vázquez y para sellar el esfuerzo estuvieron las 6 carreras anotadas de Justin Christian.

##### Serie del Caribe 2013
En la Serie 2013 en Hermosillo se modificó el formato, incluyendo ahora un juego por el campeonato, dejando atrás el viejo sistema donde se coronaba campeón el que obtenía más triunfos en el standing.
Yaquis llegó a la final contra Leones del Escogido de República Dominicana. El juego se decidió en 18 entradas, hasta que Douglas Clarck de Yaquis decidió el juego con cuadrangular en la 18.ª alta para que la Tribu se coronara Campeón por 2.ª vez en la serie. La pizarra final fue de 3x2.
El juego resultó ser el más largo en la historia de la Serie del Caribe.
Ingresó el 26 de octubre de 2014 ingresó Benjamín "Papelero" Valenzuela al nicho de los inmortales del Recinto Histórico de Yaquis de Cd. Obregón.
| Año  | Sede       | Campeón                  | Mánager    | Récord | Subcampeón          |
| ---- | ---------- | ------------------------ | ---------- | ------ | ------------------- |
| 2011 | Mayagüez   | Yaquis de Ciudad Obergón | Eddie Díaz | 4-2    | Criollos de Caguas  |
| 2013 | Hermosillo | Yaquis de Ciudad Obregón | Eddie Díaz | 4-3    | Leones del Escogido |

#### Subcampeonato
Yaquis ha logrado en una ocasión salir como subcampeón en la Serie.
Fue en Hermosillo en el año de 1974. La Tribu asistió a este evento porque el campeón de Venezuela declinó en participar, fue así que el subcampeón de la Liga Mexicana del Pacífico (Yaquis) al ser organizadora le correspondió el puesto de Venezuela.
Yaquis logró la segunda posición, por encima del Campeón de la LMP, que lo era Venados de Mazatlán que ocupó la última posición.
| Año  | Sede       | Subcampeón               | Mánager            | Récord | Campeón            |
| ---- | ---------- | ------------------------ | ------------------ | ------ | ------------------ |
| 1974 | Hermosillo | Yaquis de Ciudad Obregón | Marte de Alejandro | 3-3    | Criollos de Caguas |

## Estadios

### Estadio Álvaro Obregón
De 1947 a 1971 se jugó pelota en el Estadio Álvaro Obregón, ubicado en calles 6 de Abril y Sonora (hoy demolido). El majestuoso inmueble vio a lo más granado de nuestra pelota caliente participar en el deporte rey, aquí pisaron el terreno Memo Luna, Daniel Ríos, “La Tuza” Ramírez, Felipe Montemayor, Orestes Miñoso, Ángel Castro, Héctor Espino, Leo Rodríguez, Joe Brovia, Jorge Rubio, Nicolás “El Potro” Luque, “Grillo” Serrell entre muchos otros que como oposición sentían la pasión del aficionado cuando estos visitaban la casa de los obregonenses.

### Estadio Tomás Oroz Gaytán
El 10 de octubre de 1971 el gobernador del Estado de Sonora Faustino Félix Serna inauguró el estadio nuevo de Ciudad Obregón y se determinó nombrarlo Tomás Oroz Gaytán, debido al gran impulso al deporte de este estudioso del béisbol, que en este tiempo se desempeñaba como tesorero del estado.
El estadio cuenta con una capacidad de 13,000 espectadores.

### Estadio Yaquis
Los Yaquis de Obregón cuentan con un nuevo estadio para la temporada 2016-17 de la LMP. Se inauguró el 12 de octubre de 2016 y tiene una capacidad para 16,500 aficionados con posibilidad de ampliarse hasta 21,000 asientos, cuenta con secciones desde Bleachers hasta Palcos VIP Homeplate y en su 2.º piso secciones como Terraza, Suites, Restaurantes y Bar Panorámicos y Salas Lounge VIP así como asientos exclusivos para personas discapacitadas dispersos por el estadio. Cuenta con modernas instalaciones avaladas por MLB.
La nueva sede, Estadio Yaquis, está ubicada en la Zona Norte de la ciudad, por el Boulevard Quintana Roo y Calle Fronteras.

## Jugadores

### Números retirados
| Número | Jugador                   | Nacionalidad |
| ------ | ------------------------- | ------------ |
| 9      | Vinicio Castilla          | mexicano     |
| 4      | Roberto Vizcarra          | mexicano     |
| 12     | Francisco "Pancho" García | mexicano     |
| 21     | Jesús "Zurdo" Robles      | mexicano     |
| 21     | Héctor Espino             | mexicano     |
| 24     | Vicente 'Huevo' Romo      | mexicano     |
| 5      | Carlos 'Chapis' Valencia  | mexicano     |
| 11     | Enrique Romo              | mexicano     |
| 43     | Iker Franco               | mexicano     |

## Uniformes alternativos
| Colores del equipo          |                                         |                    |
| Colores del equipo          | Emblema del equipo · Colores del equipo | Colores del equipo |
| Colores del equipo          |                                         |                    |
| Colores del equipo          |                                         |                    |
|                             |                                         |                    |
| Uniforme Alternativo Casa 1 |                                         |                    |

| Colores del equipo          |                                         |                    |
| Colores del equipo          | Emblema del equipo · Colores del equipo | Colores del equipo |
| Colores del equipo          |                                         |                    |
| Colores del equipo          |                                         |                    |
|                             |                                         |                    |
| Uniforme Alternativo Casa 2 |                                         |                    |

| Colores del equipo         |                                         |                    |
| Colores del equipo         | Emblema del equipo · Colores del equipo | Colores del equipo |
| Colores del equipo         |                                         |                    |
| Colores del equipo         |                                         |                    |
|                            |                                         |                    |
| Uniforme Alternativo Fuera |                                         |                    |

| Colores del equipo                      |                                         |                    |
| Colores del equipo                      | Emblema del equipo · Colores del equipo | Colores del equipo |
| Colores del equipo                      |                                         |                    |
| Colores del equipo                      |                                         |                    |
|                                         |                                         |                    |
| Uniforme Lucha contra el Cáncer de Mama |                                         |                    |